# Тюркхайм
Тюркхайм (нем. Türkheim) — община в Германии, в земле Бавария.
Подчиняется административному округу Швабия. Входит в состав района Нижний Алльгой. Население составляет 6689 человек (на 31 декабря 2010 года). Занимает площадь 23,52 км².

## Достопримечательности
- Дом Аурбахера (Aurbacherhaus). В этом доме в 1784 году родился немецкий писатель Людвиг Аурбахер.
- Музей семерых швабов (Sieben-Schwaben-Museum) - краеведческий музей. Основан после Второй мировой войны. Помимо краеведческих материалов в музее представлены работы уроженца города художника Иоганна Бергмюллера. Также музей располагает собранием различных материалов, связанных с Людвигом Аурбахером. Назван музей по известному немецкому сказочному сюжету Семь швабов[нем.], по мотивам которого написано произведение Аурбахера Abenteuer der sieben Schwaben und des Spiegelschwaben: für Freunde herzhaften Humors unter groß und klein.